# Siraci

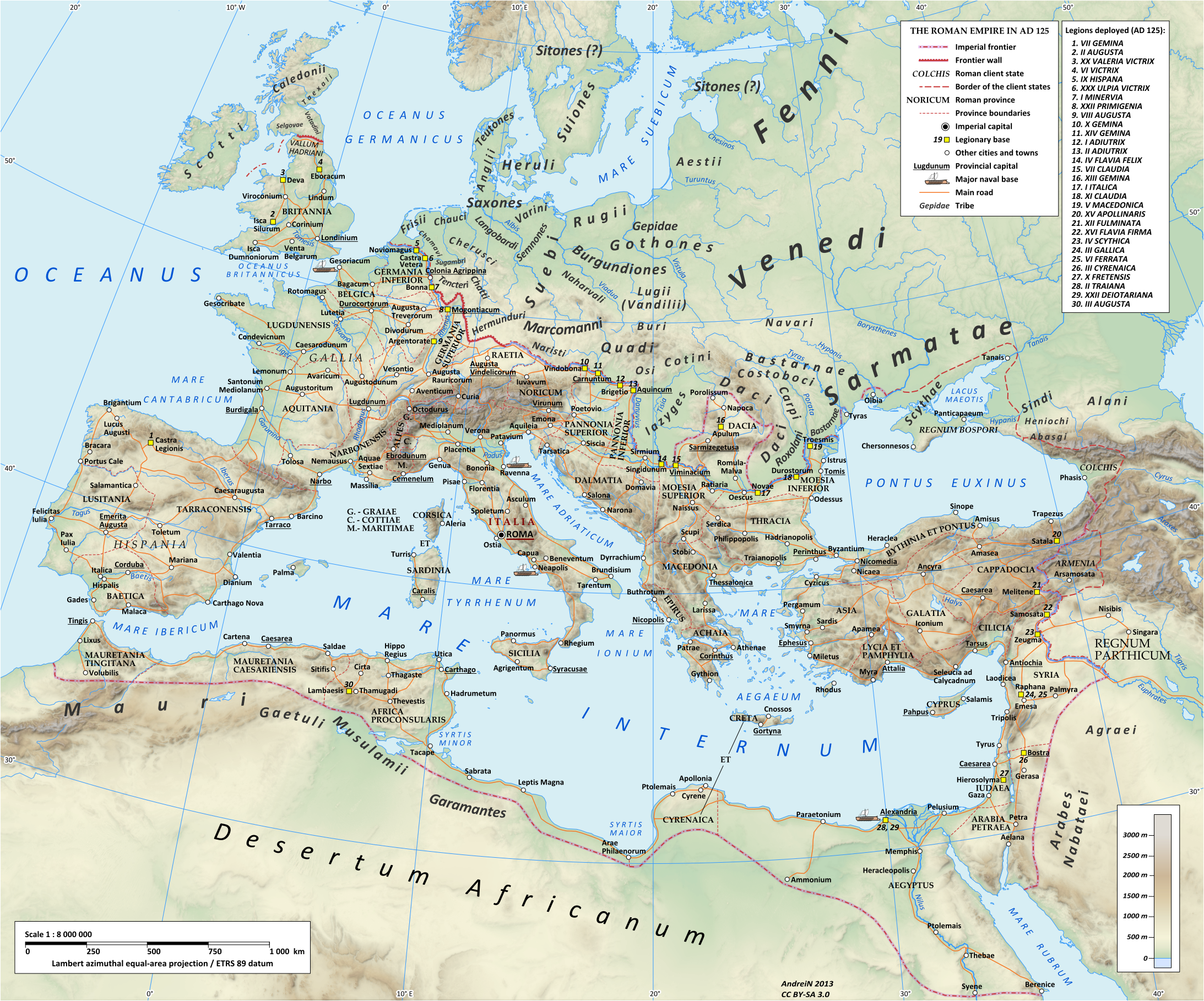
Mappa dell'impero romano sotto Adriano (che regnò dal 117 al 138), con riportata la posizione dei Siraces (o Siraci) nel nord della regione del Caucaso

I Siraci (greco: Sirakoi, latino: Siraci, o anche Siraces, Siraceni e Seraci) erano una tribù sarmata ellenizzata che abitò la Sarmatia Asiatica, ovvero la costa del fiume Achardeus sul mar Nero, a sud della catena del Caucaso.

## Storia
Siracena viene citata da Tacito come uno dei loro insediamenti. Si dice che fossero un popolo relativamente piccolo ma con grande morale. Erano vicini della successiva tribù nemica degli Aorsi.
Migrarono dal mar Caspio alla regione del mar Nero. Alla fine del IV secolo occuparono le terre tra la catena del Caucaso ed il fiume Don, diventando i padroni della regione di Kuban. Furono i primi Sarmati ad avere contatti con gruppi ellenici sulla costa del mar Nero.
Nel 310-309 a.C. il loro re Aripharnes prese parte alla guerra di successione del Regno del Bosforo Cimmerio, perdendo una battaglia sul Thates (un affluente del fiume Kuban').
Nel I secolo a.C., durante il regno di Farnace II del Ponto, il re dei Siraces Abeacus organizzò 20 000 cavalli per opporsi all'occupazione romana del Ponto (63-62 BC).
I Siraci e gli Aorsi erano mercanti che commerciavano beni provenienti da Babilonia e dall'India vendendoli ad Armeni e Medi. Ricavarono grandi ricchezze da questo commercio, il che gli permise di decorare i loro abiti con molto oro.
Erano la popolazione più ellenizzata tra i Sarmati, e mantennero buone relazioni con gli abitanti del Bosforo.
Nel 193, dopo un ulteriore conflitto con gli abitanti del Bosforo, i Siraci sparirono dalla storia.

## Re
- Aripharnes, fl. 310-309 a.C.
- Abeacus,  fl. 63-47 a.C.
- Zorsines, fl. 41-49 d.C.